# 札幌學院大學
札幌學院大學（日語：札幌学院大学）是一間位於日本北海道的私立大學，本部建立在北海道江別市文京台11番地。1968年一般大學正式設置，被暱稱為「札學」、「札學院」、「學院」。
該校由學校法人札幌學院大學所經營，前身是1946年設置的札幌文科專門學院，1968年學校升格為札幌商科大學（日語：札幌商科大学），1984年改為現今的校名。

## 概要

### 學風及特色
- 大學部方面包括了經營、經濟、人文、法、社會情報共五個學部、九個學科，是一所以文科為主的綜合大學。
- 從札幌市中心搭乘JR函館本線至學校所在的近郊，約需要15分鐘。另外附近也有野幌森林公園、北海道立圖書館的相關設施。學生主要於綠蔭環繞的第一校區內上課，其他運動的場地則設置在第二校區。

### 學部狀況
其中的經營學部和人文學部是從過去以來，持續設立至今的傳統學部，因此能夠確保教職員的素質。法學部、經濟學部則由於最近各大學相繼設置專門職大學院，新人教職員希望前往本州任教，所以出現師資不足的隱憂。

### 歷史
| 年   | 沿革 |
| ---- | --- |
| 1946 | 創立札幌文科專門學院（包含經濟科、法科、文科）。至1955年以前，校區位在札幌市的中島公園內。                                  |
| 1950 | 設置札幌短期大學（包含商業科第一部、英文科）、開校                                                                          |
| 1951 | 設置商業科第二部 |
| 1968 | 札幌商科大學（商學部商學科）開校                                                                                            |
| 1976 | 於札幌商科大學設置商學部經濟學科                                                                                            |
| 1977 | 於札幌商科大學設置人文學部人間科學科、人文學部英語英美文學科、商學部第二部，札幌短期大學停止招生。                          |
| 1979 | 札幌短期大学廢止 |
| 1983 | 於札幌商科大學設置法學部法律學科                                                                                            |
| 1984 | 札幌商科大學改稱為札幌學院大學                                                                                              |
| 1991 | 札幌學院大學的商學部經濟學科停止招生（1996年7月廢止）、設置社會情報學部社會情報學科、經濟學部經濟學科                       |
| 1995 | 設置札幌學院大學大學院（法學研究科法學專攻修士課程）                                                                        |
| 2000 | 於札幌學院大學大學院設置臨床心理學研究科臨床心理學專攻修士課程                                                              |
| 2001 | 於札幌學院大學設置人文學部臨床心理學科                                                                                      |
| 2003 | 於札幌學院大學大學院設置地域社會經營管理研究科、地域社會經營管理專攻修士課程。商學部第二部商學科停止招生。（2006年9月廢止） |
| 2006 | 於札幌學院大學設置人文學部兒童開發學科                                                                                      |
| 2009 | 札幌學院大學商學部進行改組。設置經營學部經營學科、會計財務學科                                                              |
| 2013 | 自2014年度起社會情報學部停止招生                                                                                            |

## 理念
- 自律
- 人權
- 共生
- 合作

## 教育目標
1. 養成自律
2. 養成豐富的經歷
3. 養成在社會發揮的能力
4. 養成専門職業人士

## 學部及學科
- 商學部（自2009年度停止招生，2013年3月廢部）
  - 商學科
- 經營學部
  - 經營學科
  - 會計財務學科
- 經濟學部
  - 經濟學科
- 人文學部
  - 人間科學科
  - 英語英美文學科
  - 臨床心理學科
  - 兒童開發學科
- 法學部
  - 法律學科
- 社會情報學部（自2013年度停止招生，預定2017年3月廢部） 
  - 社會情報學科

## 大學院
- 法學研究科
  - 法學専攻（修士課程）
- 臨床心理學研究科
  - 臨床心理學專攻（修士課程）
- 地域社會經營管理研究科
  - 地域社會經營管理専攻（修士課程）

## 學生生活

### 體育
- 硬式棒球部是參加札幌學生野球聯盟的「札幌六大學」其中之一，田徑競技部歷年來在全日本大學驛傳、出雲選拔驛傳也都保持著不錯的成績。
- 弓道部男子、女子方面於北海道學生弓道連盟1部聯賽皆是強隊之一，男子在1994年的全日本學生弓道王座決定戰獲得亞軍，女子則在2010年的全日本學生弓道女子王座決定戰也獲得亞軍。
- 軟式網球部於全道大學對抗聯賽榮獲18次冠軍。此外，也有數位出身學生是冬季運動選手，甚至代表參加冬季奧運。

## 大學相關組織
札幌學院大學的校友會被稱作「文泉會」。1949年8月，設立了「札幌文科專門學院同學會」，之後在1952年6月也設立「札幌短期大學同學會」、1975年3月則創立「札幌商科大學同學會」。1978年10月，札幌短期大學同學會與札幌商科大學同學會合併，成為札幌商科大學文泉會（同學會）。1984年，由於校名更改，校友會也更名為「札幌學院大學文泉會」。
「札幌學院大學文泉會」在北海道內設置28個支部，北海道外則有7個支部，總會員數至2010年6月1日為止，共有43,572名。

## 著名相關人士

### 現任教職員

#### 人文學部
- 臼井博 - 心理學者
- 臼杵勲 - 歷史學者
- 内田司 - 社會學者
- 奧田統己 - 阿伊努語研究學者
- 奧谷浩一 - 哲學學者、前校長

### 經營學部
- 小島廣光 - 經營管理論的研究學者
- 佐佐木冠 - 語言學者
- 玉山和夫 - 國際貿易論的研究學者
- 渡邊和夫 - 會計學者

### 法學部
- 家田愛子 - 勞動法學者
- 松本祥志 - 國際法學者

### 社會情報學部
- 櫻井道夫 - 動物生態學者

## 現任兼職教職員
- 花澤佳代 - 社會福利學者
- 中村研一 - 國際政治學者
- 高原一隆 - 地域經濟學者
- 谷口牧子 - 國際私法學者
- 大野晃 - 「限界集落」理論的提倡學者

## 過去教職員
- 井上芳保 - 臨床社會學、知識社會學研究學者
- 石川武 - 元拓殖大学北海道短期大学学長
- 宇田一明 - 商法、高爾夫球法研究者、前法律學科長、前法學研究科長、前愛知大學教授
- 倉田稔 - 經濟思想史的大師
- 實方正雄 - 前小樽商科大學校長
- 鈴木敬夫 - 法哲学、亞洲法、企業法研究者、前法律學科長、前法學研究科長、前國際交流中心長、前常務理事
- 船津功 - 歷史學者、著名的北海道史史學家
- 舩山謙次 - 教育學、前北海道教育大學校長
- 美土路達雄 - 農業經濟學、教育學、前名寄女子短期大學校長
- 山畠正男 - 家族法、民法學、前法學部長
- 矢島武 - 農業經濟學、前旭川大學校長
- 吉川日出男 - 民法學者、前法律學科長、前法學研究科長、前常務理事

## 畢業生

### 財經
- 島津忠裕 - 島津興業調査役、院修士修了、島津修久的兒子

### 學術
- 金山剛（法學研究科畢業）租税法、税理士、札幌學院大學教授

### 文學
- 成田智志 - 作家
- 松木秀 - 歌人

### 演藝
- 高橋智子 - 音樂劇女演員
- 橫山輝一 - 歌手
- 高橋優 - 歌手

### 體育
- 小野寺步 - 冰壺選手（2006年冬季奧運出賽）
- 坂本豪大 - Mogul滑雪選手

### 其他
- 伊藤純 - 治療師、NPO法人COMらっど所屬
- 平田信 - 奧姆真理教幹部

## 設施

### 校區

#### 第一校區
1號館
- 教室、法廷教室、演習室、研究室、院生研究室、院生共同研究室等

2號館
- 教室、演習室、音樂室、圖書館書庫

3號館
- 調査實習室、理事長室、常務理事室、學長室、名譽教授室、非常勤講師室等
- 政策推進課、廣報課、總務課、財務課、管財課、入試課、教務課、大學院・研究課

A館
- 小教室、研究室、院生研究室、社會調査資料室・實習室、國際交流接待室、考古學資料展示室、心理臨床中心等

B館
- 教室、視聽覺室

C館
- 電腦教室、演習室、實驗室、研究室、共同研究室、電子計算機中心等

D館
- 教室、職業支援課

E館
- 教室、學生相談室、學生課、現金提款機（北洋銀行、郵貯銀行）等

F館
- 生協售店、部室、自治會室、合宿所、會議室等

G館
- SGU Hall、食堂、餐廳、接待室、特別會議室

- 學部、大學院主要在1～2號館、A～E館的各教室授課。

過去設施（已拆除）
- 第一體育館、講堂、厚生會館、學生會館、大學生協、學生食堂

- 使用學部: 全學部
- 使用研究科: 全研究科

##### 交通
- JR北海道大麻站下車，步行約10分鐘。
- JR北海道巴士、夕鐵巴士北翔大学前・學院大前下車，步行約5分鐘。
- JR北海道巴士、夕鐵巴士札學院正門前下車，步行約1分鐘。

#### 第二校區
- 附屬設施: 體育中心、第二學生館、陸上競技場、網球場、射箭場、綜合體育館（訓練）等
- 住所: 北海道江別市西野幌699

第二校區除了體育設施之外，還包括了已廢校的札幌香蘭女子短期大學部分建築。

#### 社會連攜相關中心
- 附屬設施:　社會連攜中心大樓
- 住所: 札幌市中央區大通西6丁目

此設施主要使用於生涯學習，為社區學院的功能。

##### 交通
- 札幌市營地下鐵大通站經由1號出口，步行1分鐘。

## 外部連結
- 札幌学院大学 （页面存档备份，存于） （日語）
- 札幌学院大学総合研究所 （页面存档备份，存于） （日語）